# Chung kết UEFA Nations League 2019
Chung kết UEFA Nations League 2019 là trận đấu bóng đá cuối cùng của UEFA Nations League 2018-19 để xác định đội vô địch. Đây là trận chung kết giải bóng đá quốc tế với sự tham gia của các đội tuyển bóng đá nam các quốc gia thuộc thành viên của UEFA. Trận đấu được tổ chức vào ngày 09 tháng 6 năm 2019 tại sân vận động Dragão ở Porto, Bồ Đào Nha giữa Bồ Đào Nha và Hà Lan.
Bồ Đào Nha đã giành thăng lợi 1-0 trước Hà Lan để lên ngôi vô địch đầu tiên của giải đấu này

## Địa điểm
Trận đấu được tổ chức tại sân vận động Estádio do Dragão ở Porto - thành phố lớn thứ hai của Bồ Đào Nha.
Đây là sân nhà của câu lạc bộ FC Porto.

## Bối cảnh
Cho đến trước khi trận chung kết diễn ra, đội bóng chủ nhà Bồ Đào Nha giữ vị trí thứ 7 trên Bảng xếp hạng FIFA, trong khi đó Hà Lan đứng thứ 16.
Trên đường đi đến trận chung kết, Hà Lan đã đánh bại nhà vô địch World Cup 2018 Pháp.
Bồ Đào Nha và Hà Lan đã đánh bại Thụy Sĩ và Anh tại vòng bán kết.

## Đường tới trận chung kết
Ghi chú: Trong tất cả các kết quả dưới đây, tỷ số của vòng chung kết được đưa ra đầu tiên (H: sân nhà; A: sân khách).
| VT | Đội        | ST | Đ |
| -- | ---------- | -- | - |
| 1  | Bồ Đào Nha | 4  | 8 |
| 2  | Ý          | 4  | 5 |
| 3  | Ba Lan     | 4  | 2 |

| VT | Đội    | ST | Đ |
| -- | ------ | -- | - |
| 1  | Hà Lan | 4  | 7 |
| 2  | Pháp   | 4  | 7 |
| 3  | Đức    | 4  | 2 |

## Trước trận đấu

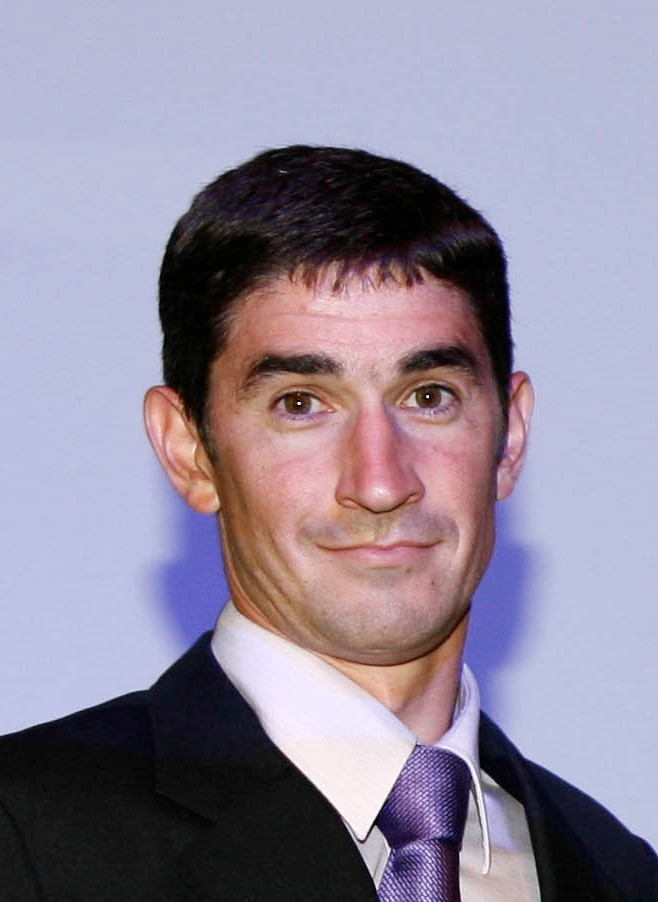
Trọng tài Alberto Undiano Mallenco đã nghỉ hưu từ sau trận đấu này.

### Trọng tài
Vào ngày 7 tháng 6 năm 2019, UEFA đã công bố việc bổ nhiệm người Tây Ban Nha Alberto Undiano Mallenco với tư cách là trọng tài cho trận chung kết, trong trận đấu cuối cùng của anh ấy với tư cách là một trọng tài chuyên nghiệp. Ông được tham gia bởi những người đồng hương Roberto Alonso Fernández và Juan Yuste Jiménez với tư cách là trợ lý trọng tài, Antonio Mateu Lahoz với tư cách là trọng tài thứ tư, và Raúl Cabañero Martínez với tư cách là trọng tài dự bị. Alejandro Hernández Hernández từng là trợ lý trọng tài video và Juan Martínez Munuera với tư cách là trợ lý hỗ trợ trọng tài video.

## Trận đấu

### Chi tiết
| Bồ Đào Nha   | 1–0      | Hà Lan |
| ------------ | -------- | ------ |
| - Guedes 60' | Chi tiết |        |

| Bồ Đào Nha | Hà Lan |

| GK                      | 1  | Rui Patrício          |  |       |
| RB                      | 20 | Nélson Semedo         |  |       |
| CB                      | 4  | Rúben Dias            |  |       |
| CB                      | 6  | José Fonte            |  |       |
| LB                      | 5  | Raphaël Guerreiro     |  |       |
| CM                      | 13 | Danilo Pereira        |  |       |
| CM                      | 14 | William Carvalho      |  | 90+3' |
| CM                      | 16 | Bruno Fernandes       |  | 81'   |
| RF                      | 7  | Cristiano Ronaldo (c) |  |       |
| CF                      | 17 | Gonçalo Guedes        |  | 75'   |
| LF                      | 10 | Bernardo Silva        |  |       |
| Vào sân thay người:     |    |                       |  |       |
| MF                      | 15 | Rafa Silva            |  | 75'   |
| MF                      | 8  | João Moutinho         |  | 81'   |
| MF                      | 18 | Rúben Neves           |  | 90+3' |
| Huấn luyện viên trưởng: |    |                       |  |       |
| Fernando Santos         |    |                       |  |       |

| GK                      | 1  | Jasper Cillessen    |       |     |
| RB                      | 22 | Denzel Dumfries     | 88'   |     |
| CB                      | 3  | Matthijs de Ligt    |       |     |
| CB                      | 4  | Virgil van Dijk (c) | 90+1' |     |
| LB                      | 17 | Daley Blind         |       |     |
| CM                      | 15 | Marten de Roon      |       | 81' |
| CM                      | 21 | Frenkie de Jong     |       |     |
| CM                      | 8  | Georginio Wijnaldum |       |     |
| RW                      | 7  | Steven Bergwijn     |       | 60' |
| CF                      | 10 | Memphis Depay       |       |     |
| LW                      | 9  | Ryan Babel          |       | 46' |
| Vào sân thay người:     |    |                     |       |     |
| FW                      | 11 | Quincy Promes       |       | 46' |
| MF                      | 20 | Donny van de Beek   |       | 60' |
| FW                      | 19 | Luuk de Jong        |       | 81' |
| Huấn luyện viên trưởng: |    |                     |       |     |
| Ronald Koeman           |    |                     |       |     |

| Cầu thủ xuất sắc nhất trận: Rúben Dias (Bồ Đào Nha) Trợ lý trọng tài: Roberto Alonso Fernández (Tây Ban Nha) Juan Yuste Jiménez (Tây Ban Nha) Trọng tài thứ tư: Antonio Mateu Lahoz (Tây Ban Nha) Trợ lý trọng tài dự bị: Raúl Cabañero Martínez (Tây Ban Nha) Trợ lý trọng tài video: Alejandro Hernández Hernández (Tây Ban Nha) Trợ lý hỗ trợ trọng tài video: Juan Martínez Munuera (Tây Ban Nha) | Luật trận đấu - 90 phút thi đấu chính thức. - 30 phút của hiệp phụ nếu cần thiết. - Sút luân lưu nếu tỷ số vẫn hòa. - Tối đa 12 cầu thủ dự bị cho mỗi đội. - Tối đa 3 cầu thủ dự bị được phép thay thế, với cầu thủ thứ tư được phép trong hiệp phụ. |

### Thống kê
| Thống kê          | Bồ Đào Nha | Hà Lan |
| ----------------- | ---------- | ------ |
| Tỷ số             | 0          | 0      |
| Tổng sút          | 12         | 1      |
| Sút trúng cầu môn | 4          | 0      |
| Cứu thua          | 0          | 4      |
| Kiểm soát bóng    | 41%        | 59%    |
| Phạt góc          | 6          | 1      |
| Phạm lỗi          | 4          | 6      |
| Việt vị           | 1          | 0      |
| Thẻ vàng          | 0          | 0      |
| Thẻ đỏ            | 0          | 0      |

| Thống kê          | Bồ Đào Nha | Hà Lan |
| ----------------- | ---------- | ------ |
| Tỷ số             | 1          | 0      |
| Tổng sút          | 7          | 4      |
| Sút trúng cầu môn | 3          | 1      |
| Cứu thua          | 3          | 2      |
| Kiểm soát bóng    | 50%        | 50%    |
| Phạt góc          | 4          | 3      |
| Phạm lỗi          | 2          | 7      |
| Việt vị           | 1          | 2      |
| Thẻ vàng          | 0          | 2      |
| Thẻ đỏ            | 0          | 0      |

| Thống kê          | Bồ Đào Nha | Hà Lan |
| ----------------- | ---------- | ------ |
| Tỷ số             | 1          | 0      |
| Tổng sút          | 19         | 5      |
| Sút trúng cầu môn | 7          | 1      |
| Cứu thua          | 3          | 6      |
| Kiểm soát bóng    | 45%        | 55%    |
| Phạt góc          | 10         | 4      |
| Phạm lỗi          | 6          | 13     |
| Việt vị           | 2          | 2      |
| Thẻ vàng          | 0          | 2      |
| Thẻ đỏ            | 0          | 0      |